# Pseudotypocerus inflaticollis
Pseudotypocerus inflaticollis är en skalbaggsart som beskrevs av Chemsak och Linsley 1976. Pseudotypocerus inflaticollis ingår i släktet Pseudotypocerus och familjen långhorningar.
Artens utbredningsområde är Panama. Inga underarter finns listade i Catalogue of Life.